# Telões (Vila Pouca de Aguiar)
Telões is een plaats (freguesia) in de Portugese gemeente Vila Pouca de Aguiar en telt 1630 inwoners (2001).